# Panorama Info
Panorama Info – główny program informacyjny TVP Info podsumowujący pasmo Info Dzień. Emitowany był codziennie o godz. 16:00. Program był nadawany od 1 września 2013 do 30 listopada 2018. Zastąpił Info Dziennik. Do 2 maja 2016 funkcjonował pod nazwą Panorama Dnia.

## Historia
Do 2 stycznia 2014 emitowany był o 22:00. Od 3 stycznia 2014 rozpoczynał się trwającym w przybliżeniu 1 minutę "Fleszem" nadawanym o godz. 21:50. Po krótkiej przerwie reklamowej rozpoczynała się część właściwa tego programu licząca 50 minut.
Do 31 marca 2014 w każdym odcinku prowadząca rozmawiała na najważniejszy temat dnia z zaproszonym gościem. Do tego dnia program prowadziły wyłącznie prezenterki Panoramy TVP2 – Hanna Lis, Joanna Racewicz i Marta Kielczyk, a także Iwona Radziszewska.
Od 1 kwietnia 2014 program realizowany był w zmienionej, dynamiczniejszej formule. Prowadziło go dwoje prezenterów - kobieta i mężczyzna. Z dotychczasowego składu prezenterek pozostała tylko Marta Kielczyk.
W czwartki do 25 lutego 2016 z uwagi na program publicystyczny Jan Pospieszalski: Bliżej program był emitowany w wersji skróconej do 30 minut. Od 3 marca 2016 w czwartki emitowany był w pełnej wersji.
Od 1 marca 2016 emitowany był bez flesza. Od 4 marca 2016 w dni robocze i w niedziele program skrócono z 48 do 36 minut.
Od 1 kwietnia 2016 w dni robocze program emitowany był o 21:00 i skrócony do 32 minut. Od 17 kwietnia 2016 wydania niedzielne skrócono z 36 do 23 minut. Od 30 kwietnia 2016 wydania sobotnie również zaczynały się o 21:00 i skrócone zostały z 48 do 37 minut.
Od 3 maja 2016 zmieniono nazwę na Panorama Info, zmodyfikowano nieznacznie czołówkę oraz sposób realizacji programu. Skład prezenterski, godziny nadawania i oprawa muzyczna pozostały bez zmian.
Od 11 czerwca 2016 na okres wakacji wydania sobotnie powróciły na 21:50.
Od września 2016 do lutego 2017 emitowany był codziennie o 21:00 i trwał 22 minuty z wyjątkiem poniedziałków, kiedy z uwagi na program 24 minuty wydanie trwało tylko 7 minut i prowadził je jeden prezenter.
Od 1 marca 2017 program nadawany był codziennie oprócz sobót o 23:00 i trwał w dni robocze 27 minut, a w niedzielę 22 minuty.
Od 1 czerwca 2017 program nadawany był codziennie o 16:30 i pełnił rolę podsumowania pasma Info Dzień. Trwał w dni robocze 33 minuty, w sobotę 27 minut, a w niedzielę 25 minut.
Od 24 sierpnia 2017 program w dni robocze trwał 22 minuty, a w weekendy 20 minut. 
Od 2 stycznia 2018 roku program zaczynał się o 16:00, a kończył o 17:00.   
Ostatnie wydanie programu zostało nadane 30 listopada 2018 roku.
Od 1 września 2025 roku planowany jest powrót programu na antenę. Ma być emitowany od poniedziałku do piątku o 23:00, ponownie pod nazwą "Panorama Dnia".

## Prowadzący

### Ostatni
- Marta Kielczyk (wrzesień 2013–listopad 2018)
- Sławomir Siezieniewski (kwiecień 2014–listopad 2018)
- Kamil Smerdel (lipiec 2014–listopad 2018)
- Magdalena Stankiewicz (luty 2016–listopad 2018)
- Marek Durmała (luty 2016–listopad 2018)
- Bartłomiej Maślankiewicz (luty 2016–listopad 2018)
- Agnieszka Oszczyk (maj 2016–listopad 2018)
- Katarzyna Trzaskalska (lipiec 2016–listopad 2018)
- Michał Cholewiński (wrzesień 2016–listopad 2018)
- Edyta Lewandowska (październik 2016–listopad 2018)
- Karol Gnat (marzec–sierpień 2017 i luty–listopad 2018)
- Dariusz Nowakowski (luty–listopad 2018)
- Łukasz Sobolewski (marzec–listopad 2018)
- Marta Piasecka (lipiec–październik 2016 i kwiecień–listopad 2018)
- Rafał Stańczyk (lipiec–listopad 2018)
- Katarzyna Ciepielewska (lipiec–listopad 2018)

### Dawniej
- Hanna Lis (wrzesień 2013–marzec 2014)
- Joanna Racewicz (wrzesień 2013–marzec 2014)
- Iwona Radziszewska (wrzesień 2013–marzec 2014)
- Michał Adamczyk (marzec 2014–styczeń 2016)
- Jarosław Kulczycki (marzec 2014–styczeń 2016)
- Piotr Maślak (2014–styczeń 2016)
- Danuta Dobrzyńska (marzec 2014–marzec 2016)
- Agnieszka Górniakowska (marzec–listopad 2014)
- Magdalena Gwóźdź (listopad 2014–luty 2016)
- Marcin Kowalski (sierpień 2014–luty 2016)
- Jacek Cholewiński (marzec–sierpień 2016)
- Justyna Śliwowska (luty 2015–sierpień 2017)
- Małgorzata Świtała (czerwiec 2017–listopad 2018)